# Masi Torello
Masi Torello é uma comuna italiana da região da Emília-Romanha, província de Ferrara, com cerca de 2.328 habitantes. Estende-se por uma área de 22 km², tendo uma densidade populacional de 106 hab/km². Faz fronteira com Ferrara, Ostellato, Portomaggiore, Voghiera.

## Demografia
| Variação demográfica do município entre 1861 e 2011                               |
|                                                                                   |
| Fonte: Istituto Nazionale di Statistica (ISTAT) - Elaboração gráfica da Wikipedia |